# Haymo van Auxerre
Haymo van Auxerre (gestorven ca. 855) was aangesloten bij de benedictijner Abdij van Sint-Germanus van Auxerre. Hoewel hij de auteur was van talrijke Bijbelse commentaren en theologische teksten, is er weinig over zijn leven bekend. Van diverse teksten, die eerder werden toegeschreven aan Haymo van Halberstadt, gelooft men nu dat deze door Haymo van Auxerre zijn geschreven.  
Haymo's exegetische geschriften worden geïndexeerd als onderdeel van het Edwards project van Burton Van Name, "The Manuscript Transmission of Carolingian Biblical Commentaries" (The transmissie van manuscripten over karolingische Bijbelse commentaren).

## Voetnoten
1. ↑  https://web.archive.org/web/20080708215503/http://www.tcnj.edu/~chazelle/carindex.htm

- Bibsys: 15013094
- Bibliothèque nationale de France: cb146167935 (data)
- Catàleg d'autoritats de noms i títols de Catalunya: 981058517090206706
- Gemeinsame Normdatei: 100945260
- International Standard Name Identifier: 0000 0000 7267 9172
- Library of Congress Control Number: nr91031750
- Nationale Bibliotheek van Israël: 987007511774805171
- Nederlandse Thesaurus van Auteursnamen: 330169726
- Réseau des bibliothèques de Suisse occidentale: 02-A009582849
- Istituto Centrale per il Catalogo Unico: BVEV027270
- Système universitaire de documentation: 11315867X
- Virtual International Authority File: 79148266
- WorldCat: E39PBJbRq3QFwrxkgY6fcRJMT3